# サラ・アレン
サラ・アレン（英語：Sara Allen, 1954年3月23日 - ）は、ダリル・ホール&ジョン・オーツとの仕事で知られるアメリカのソングライターである。
2人は結婚しなかったが、2001年に終わりを告げるまで、彼女はダリル・ホールと長い間関係を持っていた。彼女はホール&オーツのヒット曲、「ユー・メイク・マイ・ドリームス」、「プライベート・アイズ」、「アイ・キャント・ゴー・フォー・ザット」、「マンイーター」の制作に携わった。
ホール＆オーツのアメリカでの最初のヒット曲「サラ・スマイル」は、彼女のことを歌った歌である。
彼女の妹ジャンナ・アレンもソングライターで、ジャンナもホール＆オーツと一緒に仕事をした。